# 鉄バクテリア

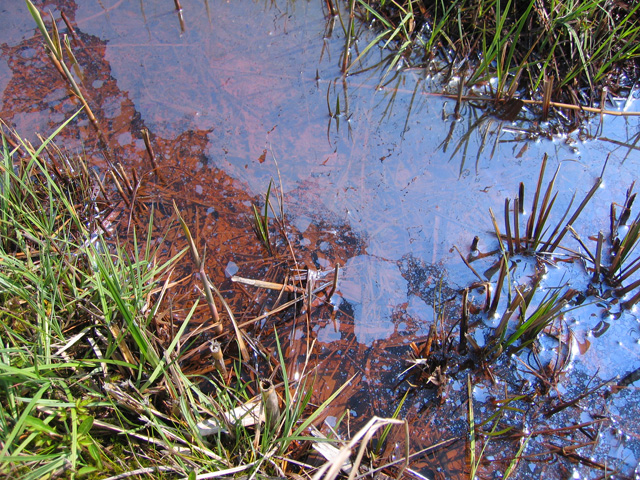
赤褐色の沈殿と油膜様の酸化鉄（箱根町立箱根湿生花園）

鉄バクテリア（てつバクテリア）とは、化学合成生物の一種で、水溶性の二価の鉄イオンや二価のマンガンイオンを酸化することによってエネルギーを得るバクテリアの総称。土壌微生物の一種。

## 概要
バクテリアは、三価になった鉄イオンにより水酸化鉄の殻を作る。これらはバクテリアの死と共に赤茶けた沈殿物となり堆積する。世界の大規模な褐鉄鉱による鉄鉱床は、長年にわたる鉄バクテリアの活動により生成されたものが多い。自然界に存在するレベルであればバクテリアも沈殿物も人畜無害である。
土壌中に普遍的に存在する。水田の取水口付近、コンクリート構造物の漏水箇所など、湧水量及び移動量が少ない場所で大量に繁殖し、サビ色のドロドロとした沈殿物を生成する。水面に鉄の薄い酸化被膜が浮くと自然光を屈折させて虹色に光り、これが油膜のように見えることから油の流出や投棄事故と誤解されることがある。

## 活用方法
鉄イオンやマンガンイオンを多く含む水は、俗に金気（）が多い水とされ、味覚に違和感を与える。このため浄水場などでは除鉄のために鉄バクテリアが活用されている。

## 主な鉄バクテリア
- レプトスリックス属(Leptothrix)
- ガリオネラ属 (Gallionella)